# 아람초등학교
아람초등학교는 대한민국 경기도 고양시 덕양구 행신동에 있는 공립 초등학교이다.

## 학교 연혁
- 2006.05.25 아람초등학교 설립 인가
- 2007.11.02 공사 착공
- 2008.09.01 초대 민완기 교장 취임
- 2008.09.01 12학급 편성, 개교(총 372명)
- 2009.02.16 제1회 졸업(38명)
- 2012.09.01 제2대 한창학 교장 부임
- 2014.09.01 제3대 박찬규 교장 부임
- 2015.02.13 제7회 졸업(누계 713명)
- 2015.03.01 22학급 편성